# Kaple svatého Jana (Špejchar)

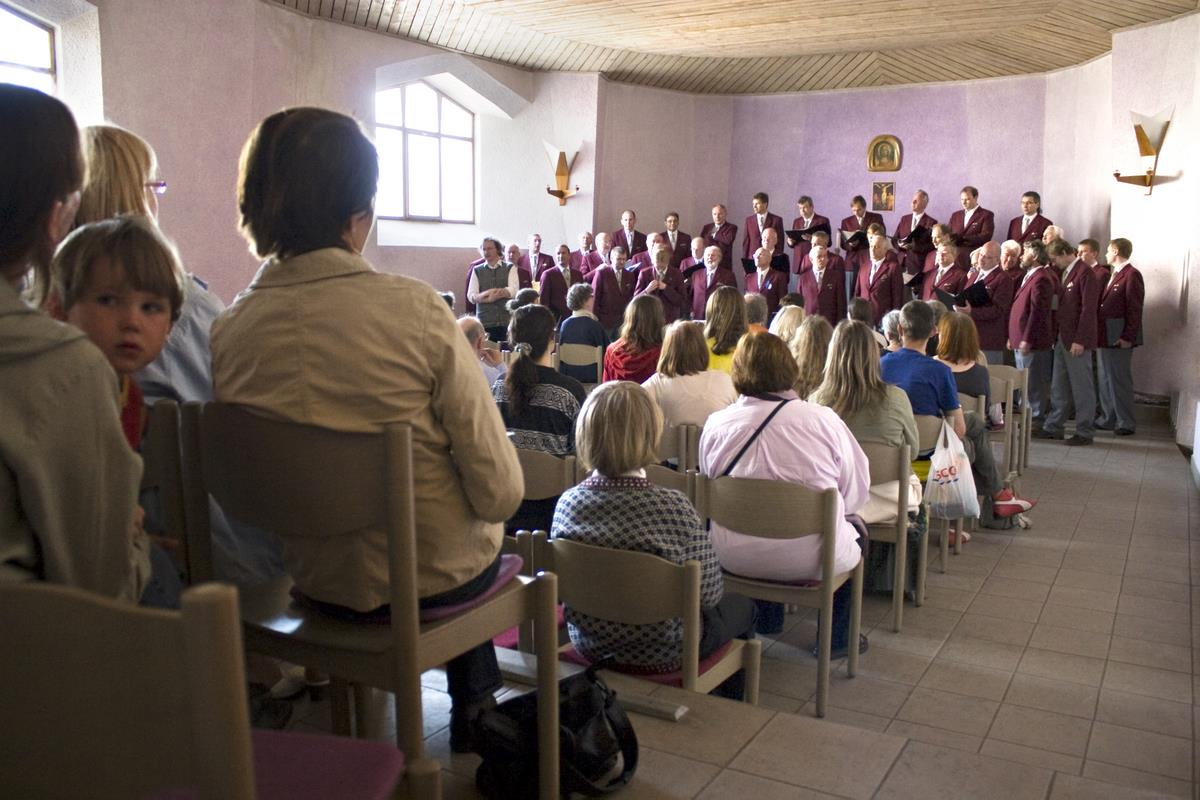
Kaple sv. Jana při koncertu Mužského sboru inženýrů, pohled směrem ke kněžišti

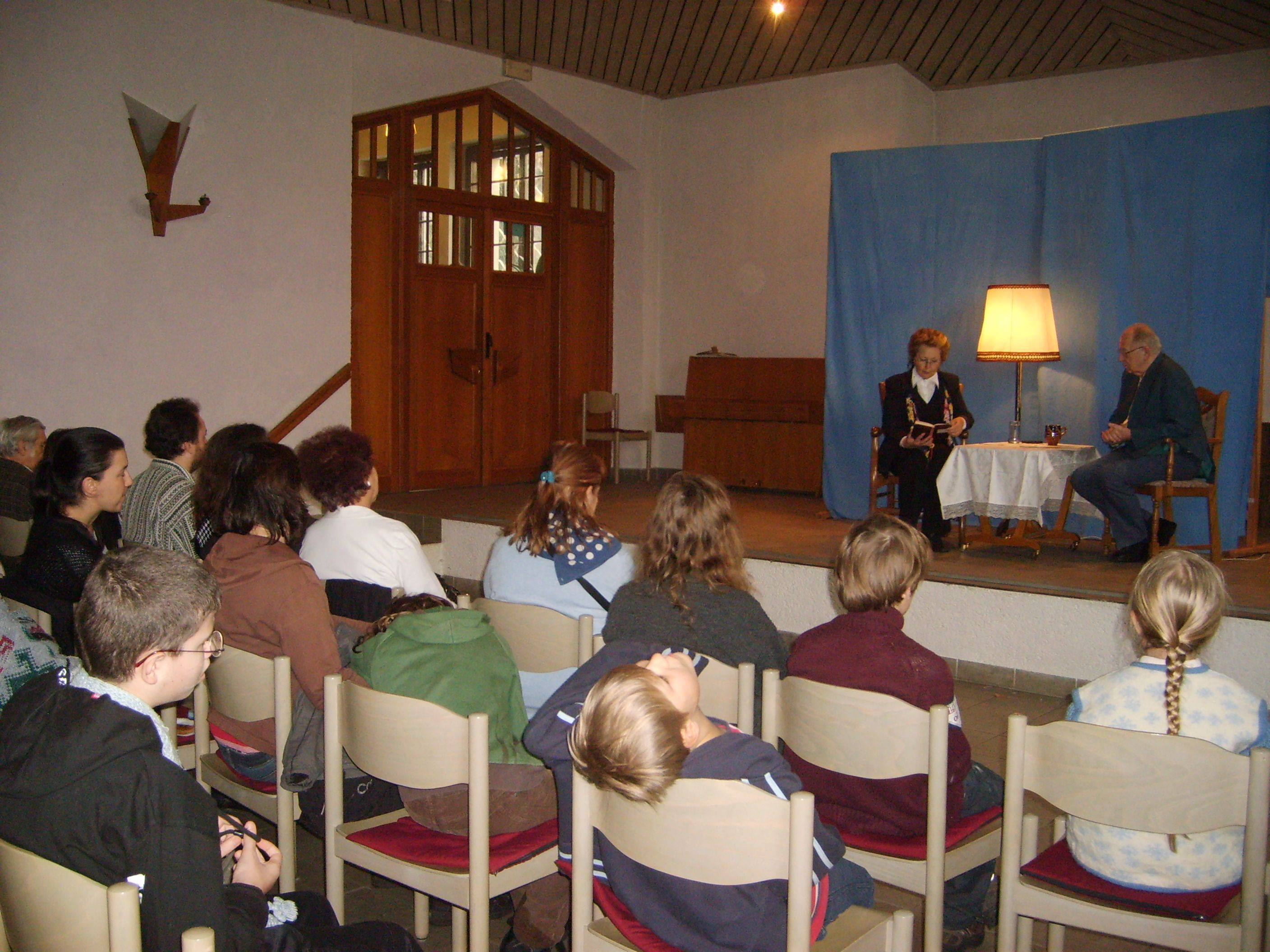
Pódium v západní (zadní) části kaple (autorské čtení Olgy Suchomelové)

Kaple svatého Jana na Špejcharu v Praze je v současnosti jediný vlastní sakrální prostor české Obce křesťanů, vestavěný do přízemí Modrého domu.

## Popis stavby
Kaple byla vybudována během roku 1995 podle návrhu architekta Petra Kříže rozšířením a zahloubením z někdejší velké garáže a skladu v přístavbě na severní straně domu. K vysvěcení kaple došlo 16. září 1995.
Interiérové řešení kaple je inspirováno stavebním stylem, užívaným Obcí
křesťanů v mnoha zemích, vycházejícím z antroposofické architektury. Prostor tvoří podélná chrámová loď o rozměrech 8,4 × 16,8 m, orientovaná východozápadním směrem. Je členěna ve vyvýšené kněžiště na východní straně, hlavní prostor pro shromáždění věřících uprostřed a vyvýšené jeviště pro příležitostné neliturgické využití kaple na západní straně. Vertikálně je stavba kaple omezena dalšími podlažími domu, výšky 4,2 m bylo dosaženo zahloubením střední části.
Hlavní přístup do kaple je z jihu na jeviště přes hlavní korpus domu, v němž je situována předsíň, šatna, sociální zařízení a další provozní prostory. Naproti hlavnímu vchodu na severní straně jeviště se nachází vedlejší vchod ze dvora, a u paty kněžiště v jižní stěně vchod do sakristie, která je rovněž situována v hlavním korpusu stavby.
Umělecká výzdoba a interiérové prvky kaple jsou zdrženlivé a jednoduché. Lehce zalamované stěny kaple jsou lazurovány světlefialovými tóny, ztmavujícími se směrem k oltáři. Rovněž lomený strop je zhotoven z nehoblovaných prken, ošetřených pouze světlou lazurou. Okna a dveře jsou dřevěné, tvarově přizpůsobené jak interiéru kaple, tak původním oknům domu. Okna jsou dvě a jsou umístěna v severní stěně kaple a spolu s prosklenou horní částí vchodu ze dvora zajišťují denní osvětlení. Umělé osvětlení je řešeno třemi páry elektrických nástěnných svítidel, vybavených též olejovými kahany. Svítidla, oltář, kazatelna a stolek na liturgické náčiní byly zhotoveny zakázkově podle návrhu faráře Franka Peschela, barevná (a po nemnoha letech již vybledlá) malba na oknech je dílem výtvarnice Michaely Pokové. Ninetta Sombart je autorkou oltářního obrazu tváře žehnajícího Krista, v dolní části obrazu lze vidět kříž Golgoty.
Prostor má výtečnou akustiku díky harmonickým základním rozměrům a vhodně volenému řešení stěn a stropu, a nepředpokládá proto používání zvukotechniky. Kaple je běžně vybavena 80 židlemi, při větších akcích je její kapacita zvyšována dalšími židlemi a lavicemi. Odvětrávání je řešeno ručně ovládaným odsávacím ventilátorem, vzduchotechnika není instalována. Vytápění je podlahové teplovodní, napojené na centrální systém celého objektu.

## Využití kaple
Kaple slouží především k bohoslužbám pražského sboru Obce křesťanů. Její tvářnost a barevnost vycházejí právě z tohoto primárního určení. Protože je to však v současnosti jediná vlastní sakrální prostora české Obce křesťanů a zároveň největší místnost, kterou má ve vlastní nemovitosti česká Obec křesťanů k dispozici, bývá často využívána k akcím přesahujícím rámec pražského sboru, a to i pro neliturgické příležitosti, jako jsou divadelní představení, koncerty, semináře a jiné pořady zejména kulturní a vzdělávací.